# Ioan Moldovan (scriitor)
Ioan Moldovan (n. 21 martie 1952, Mureșenii de Câmpie, Cluj – d. 7 septembrie 2024) a fost un poet, eseist, redactor șef al revistei „Familia”. Era membru al Uniunii Scriitorilor din România, al ASPRO și al PEN-Clubului Român.

## Biografia și activitatea literară
Familia se stabilește la Cluj (tatăl, milițian, apoi șofer – mama, casnică, o soră mai mare, un frate mai mic). Studii elementare și gimnaziale la Școala Generală Nr. 5 din cartierul Cărămidari; Liceul „George Barițiu”, secția umanistă, absolvit în 1971. Joacă fotbal în echipa liceului, apoi pentru scurt timp la juniorii lui „U” Cluj, scrie poezii, citește la cenaclul „Lucian Blaga” al liceenilor clujeni, debutează în revista „Zorile” a liceului, apoi în suplimentul literar „Preludiu” al „Scînteii tineretului”, este remarcat de Ana Blandiana la Poșta redacției a revistei „Contemporanul” și de Adrian Păunescu în pagina „Ave” a revistei „Tribuna”. 
În urma eșecului la examenul de admitere la Facultatea de Filologie (pentru care, de altfel, nu se pregătise, intenția sa fiind să dea admitere la regie film – un vis adolescentin –, proiect abandonat pe ultima sută de metri) lucrează din toamnă până în primăvară ca muncitor necalificat la Fabrica de bomboane „Vitadulci”, pentru a nu fi încorporat în armată. În 1972 intră primul la Facultatea de Filologie a Universității „Babeș-Bolyai”– secția română-latină și, începând cu anul al doilea, activează la revista studențească „Echinox”, fiind redactor, apoi secretar de redacție. 
Este perioada fastă a celui de-al doilea val echinoxist, când este coleg cu alți ucenici ai scrisului (la revistă și cenaclu sub conducerea lui Marian Papahagi – Ion Pop, directorul „Echinox”-ului, se afla în acea perioadă la Paris –, la cursuri, seminarii și grupe de cercetare sub îndrumarea lui Mircea Zaciu și a Ioanei Em. Petrescu) care vor deveni peste ani nume importante ale optzecismului literar: Al. Cistelecan, Nicolae Oprea, Al. Th. Ionescu, Alexandru Vlad, Virgil Mihaiu, Virgil Podoabă, Augustin Pop, Aurel Pantea, Mircea Petean, Ștefan Borbély, Gheorghe Perian, Tudor Dumitru Savu. 
Scrie și publică poezii, articole, recenzii; în 1976 primește premiul pentru poezie „Primăvara studențească” (Cluj) și al revistei „Amfiteatru” (București). Activitatea: După absolvirea facultății (în 1976, după ce cu un an înainte se căsătorise cu Petronela Pantiș, colegă la facultate și în redacția „Echinox”-ului, anul absolvirii fiind și cel al nașterii primului fiu, Rareș Moldovan, cel de-al doilea, Vlad Moldovan, născându-se în 1981, la Baia Mare) lucrează ca dascăl în Maramureș, la Cavnic, Baia Sprie și Baia Mare, continuă să scrie și să publice în publicațiile locale, dar și în revistele clujene, participă la ședințele cenaclurilor „Prisma” și „Nord”. 
În 1980 debutează editorial cu volumul de poezie Viața fără nume, prefațat generos de Ion Pop, la Editura „Dacia” din Cluj-Napoca. Urmează în 1983 volumul Exerciții de transparență la Editura „Cartea românească” căruia i se acordă premiul UTC pentru poezie și în 1989 volumul Insomnii lângă munți, la aceeași editură (titlul propus, Avantajele insomniei, fusese respins de cenzură). În paralel face parte din colectivul de colaboratori ai Dicționarului de scriitori români coordonat de Mircea Zaciu, Marian Papahagi și Aurel Sasu, redactând peste 40 de articole. 
În primăvara anului 1989 se încheie perioada maramureșeană, una pe care o consideră fertilă și despre care vorbește întotdeauna cu bucurie și melancolie. În aprilie se mută la Oradea (familia proprie urmându-l din toamnă) fiind primit în redacția celebrei reviste „Familia” unde îl are coleg pe Ion Simuț, el însuși echinoxist; după evenimentele din decembrie 1989, pentru o scurtă perioadă, în redacție vor lucra alți doi echinoxiști – Virgil Podoabă și Gheorghe Perian, iar un al treilea, Traian Ștef, activând în această redacție și în prezent. În ianuarie 1990 este ales redactor șef al „Familiei”. 
Din creația sa poetică s-a tradus în maghiară, engleză, germană, albaneză și franceză. În 1994, a semnat alături de Romulus Bucur și Alexandru Mușina o traducere din poetul francez Claude Royet-Journoud, Dragostea în ruine urmată de Doliul perioadă de invazie (editura Marineasa). A colaborat la numeroase alte reviste literare din țară.

## Poetică
În tradiția poeziei echinoxiste, opera lui Ioan Moldovan debutează cu elemente livrești, care însă vor lua o turnură parodică mai cu seamă începând cu volumul Arta răbdării (1998), în același timp în care, conform lui Ion Simuț, livrescul este legat și de „zona angajării existențiale a poeziei”. În Scriitori români postmoderni (1996), Gheorghe Perian insistă asupra componentei expresioniste din limbajul său poetic. Emblematic pentru el este sentimentul nimicniciei, ilustrat și de titlul volumului Mainimicul (2010); sunt recurente tematicile morții, nebuniei, alienării și oboselii (Tratat de oboseală).
Gheorghe Mocuța descrie impactul poeziei lui Ioan Moldovan în următorii termeni paradoxali: „Atât de convingător încât poate stârni în același poem, în același vers, sentimente contrare, cu aerul cel mai firesc, de prestidigitator al verbului. În urzeala tare a scrisului său lamentația și ironia, resemnarea și pofta de viață conviețuiesc într-o dialectică fraternă”.

## Premii literare
- Premiul pentru cartea de poezie, Poesis, 2004;[6]
- Premiul Medias pentru întreaga activitate culturală (2005)
- Premiul de excelență pentru literatură al Primăriei și Consiliului Municipal Oradea (2005)
- Premiul pentru poezie al Revistei „Discobolul” Alba Iulia (2006),
- Premiul Uniunii Scriitorilor Filiala Arad pentru vol. Celălalt pește (2005),[7]
- Premiul pentru poezie al revistei „Transilvania” (Sibiu, 2008):
- Premiul Congresului Național de Poezie, Ediția a III-a, Botoșani, 5-7 iunie 2009.
- Premiul Asociației Uniunii Scriitorilor din Cluj-Napoca și al revistei „Poesis” din Satu Mare În 1993 pentru volumul Arta răbdării (Editura Dacia)
- premiul revistei „UNU” Oradea în 1997 pentru volumul Avantajele insomniei

## Opera literară
- Viața fără nume, Editura Dacia, 1980
- Exerciții de transparență, Editura Cartea Românească, 1983
- Insomnii lângă munți, Editura Cartea Românească, 1989
- Arta răbdării, Editura Dacia, Cluj, 1993
- Avantajele insomniei, antologie de autor (Editura Helicon, Timișoara), premiul revistei „UNU” Oradea; în 1999
- Tratat de oboseală, Editura Clusium, Cluj, 1999
- O uitare de texte, antologie de autor cu o secțiune de șapte Inedite (Editura Axa, Botoșani, colecția „La steaua – poeți optzeciști”, 1999)
- Interioarele nebune, Editura Dacia, Cluj, 2002
- Celălalt pește, Editura „Paralela 45”, Pitești, 2005
- Însemnări primitive, Editura „Limes”, Cluj-Napoca, 2005
- Mainimicul, Editura Cartea Românească, 2010;[8]
- Timpuri crimordiale, Editura Eikon, Cluj-Napoca, 2014:
- Opera poetică, Editura Paralela 45, Pitești, 2016;
- Viața fără nume, Editura Junimea, Iași, 2021.

## Antologii
Este prezent (în traducerea lui Christian W. Schenk) în antologia Streiflicht. Eine Auswahl zeitgenössischer Rumänischer Lyrik (Dionysos Verlag, Kastellaum, Germania, 1994); în Romanian Poets of the '80 and '90s (antologatori Andrei Bodiu, Romulus Bucur și Georgeta Moarcăs, Editura „Paralela 45”, Pitești, 1999); în Vise într-o liniște sumeriană, Cartea Festivalului de Poezie – Oradea, 1999, antologie de poezie multilingvă; în Poésie roumaine d'aujourd'hui – anthologie préparée et dirigée par Jacques Lovichi et Jean-Max Tixier (traducerea Hélène Lenz), 2000; în 7 Romanian and 7 British Poets of Today, selecție și traducere de Romulus Bucur, Colecția revistei Arca în colaborare cu British Council, Arad, 2000; în Wurzeln im Licht/ Rădăcini în lumină, Antologie de poezie românească, Editura „Solstițiu”, Satu Mare, 2006, în Poeți români de azi/ Poètes roumains d'aujoud'hui, Bistrița-Paris, 2007; în Cartea Maratonului de Poezie – Sibiu 2007; în antologia de poeți români contemporani traduși în limba maghiară Egy zacsko cseresznye – Kortas roman koltok, trad. Balazs F. Attila, Editura AB-ART, Bratislava, Slovacia; în Antologia alcătuită de Constantin Abăluță Mi-ar trebui un șir de ani/ It Might Take Me Years, Editura Casa Cărții de Știință, Cluj-Napoca, 2009; în alte două antologii româno-maghiare și într-o antologie de poeți români traduși în albaneză; în reviste literare maghiare.
- Pieta - Eine Auswahl rumänischer Lyrik, Trad: Christian W. Schenk, Dionysos, Boppard, 2018, ISBN 9781977075666

## Aprecieri critice
- „Tocmai această notare a stării de fapt și echivalarea ei cu mainimicul individualizează «noul sezon elegiac» al poeziei lui Ioan Moldovan: insignifiantul, precarul, derizoriul devin dominante pentru prima oară în scrisul poetului, expresie a radicalizării viziunii sale, a refuzului iluzionării. Este, în fond, și o profundă criză a «livrescului», refugiul cultural pare a nu mai putea salva nimic.” (Ion Pop)
- „Arsă și călcată-n picioare, prefăcută-n cenușă pe «câmpul cu fluierături dezamăgite”, servită cu aplomb la «praznicul infernal», poezia regenerează, crește ca o iarbă pe un teren ce părea pentru totdeauna sterp. Senzația declinului apare învinsă de cea a plinului expresiv. Marcat de o intensitate aparent dezabuzată și de un cinism suav, Ioan Moldovan e neîndoios unul dintre cei mai importanți poeți ai bogatei serii lirice optzeciste.” (Gheorghe Grigurcu)
- „De sub aceste texte lehămesite și la capătul unei biografii angajate în metafora decrepitudinii apare, aproape riguros, semnul unui sacrificiu. Între vechile sale exerciții de transparență și actualul tratat de agonie, chiar dacă substanța vitală e declinantă, asociindu-și în această pantă, ca agent agravant, și maliția scripturală, există o linie de perseverență care promovează idealitatea lumii în contrast suav cu delabrarea ei.” (Alexandru Cistelecan)
- „Discursul său e de la început bine pornit în propria-i direcție, fără a se alinia unor căutări colective (...) Ioan Moldovan scrie cu gravitatea lucidă a celui care se consideră mai degrabă continuatorul ultimului Montale decât al lui Radu Stanca sau Doinaș. El asimilează o ereditate mitteluropeană față de care se simte cu adevărat responsabil: discursul său se străduiește să se integreze într-un background poetic ce exclude marginalizarea și provincialismul”. (Marin Mincu)
- „Și în poemele lui Ioan Moldovan iese la limbaj o făptură stranie, impersonală, liniștită, cu liniștea artificială a constructelor, desubiectivizată cu totul, silabisind plictisul: automatul. Acesta umblă, vede și aude realul. Chiar această făptură e product tenace al oboselii. Pentru ea, lumea se construiește în abandonul sumar al percepțiilor și senzațiilor prinse într-o scriitură atinsă ea însăși de o infatigabilă oboseală. Într-un plictis robace, oxidant și eliminator al oricărei zariști insolite, pradă repetițiilor, energia de enunțare lirică pare o pură și fantasmatică exalație a unei platitudini care, astfel, își inventează o conștiință de sine.” (Aurel Pantea)
- „Spre deosebire de poemele Marianei Marin sau ale lui Ion Mureșan, autori cu care Ioan Moldovan se înrudește, poetul nu se lamentează, nu riscă să devină patetic. Patetismul său e sugrumat de o luciditate tiranică. Aceasta nu diminuează însă nimic din tensiunea poemelor, poate chiar dimpotrivă. Din ce se naște intensa stare de oboseală existențială? În primul rând din suprapunerea mecanicii existenței cotidiene pe sentimentul morții.” (Andrei Bodiu)
- „Rupându-se tot mai vizibil din generația '80, Ioan Moldovan a renunțat, treptat, la jocurile de artificii ale limbajului, la sărbătoarea euforică a textului poetic. A devenit un poet care place, nu unul care încântă ci unul, mult mai important, pe care-l poți crede pe cuvânt. De aceea, nu poți vorbi de o evoluție, ci de o rafinare: cu cât poemul e mai direct, mai terestru chiar, cu atât e mai filigranat. Poemele lui Ioan Moldovan sunt ca desenele subtile care dau autenticitate bancnotelor. Imitate, simți imediat falsul.” (Miron Beteg)
- „Treptat însă, spiritul acesta fascinat de melancolie accede la o schimbare tot mai radicală în direcția unei umanizări atât la nivelul discursului, cumva mai deschis detaliilor – poetul scrie acum scurte proze – cât și la nivelul implicării. Cerneala – motiv recurent al începutului și neabandonat niciodată – își asociază cenușa, pentru a da fervoare unui nou sezon elegiac.” (Mircea A. Diaconu)
- „Elementul ordonator – mai mult sau mai puțin vizibil – al lumii lui Ioan Moldovan se află într-o autentică stare de melancolie, ce predispune, în termenii poeziei moderne, desigur, fie la visare, fie la îngândurări generate de percepția destrămării timpului.(...) În aceeași notă – amintită mai sus – a melancoliei bruiate de paraziții ironiei blânde sau ai autoironiei sunt realizate și textele „dotate” cu podoabele clasice ale rimei și ritmului. Poate că a venit, așa cum era de așteptat, și vremea poeziei lui Ioan Moldovan, unul dintre întemeietorii optzecismului, în sensul larg al termenului, și, totodată, unul dintre poeții de seamă ai prezentului. Cei care nu l-au citit nici nu știu ce au pierdut.” (Mircea Bârsilă)